# Gare de Vivario
La gare de Vivario (gara di Vivariu en corse) est une gare ferroviaire française de la ligne de Bastia à Ajaccio (voie unique à écartement métrique). Elle se situe sur le territoire de la commune de Vivario, dans le département de la Haute-Corse et la Collectivité territoriale de Corse (CTC).
Construite par l'État, elle est mise en service en 1892 par la Compagnie de chemins de fer départementaux (CFD). C'est une gare des chemins de fer de la Corse (CFC), desservie par des trains « grande ligne ».

## Situation ferroviaire
Établie à 621 mètres d'altitude, la gare de Vivario est implantée au point kilométrique (PK) 95,9 de la ligne de Bastia à Ajaccio (voie unique à écartement métrique), entre la gare de Venaco (s'intercale la halte fermée de Vecchio) et la halte (arrêt facultatif) du Camping Savaggio.
C'est une gare d'évitement avec une deuxième voie pour le croisement des trains.

## Histoire

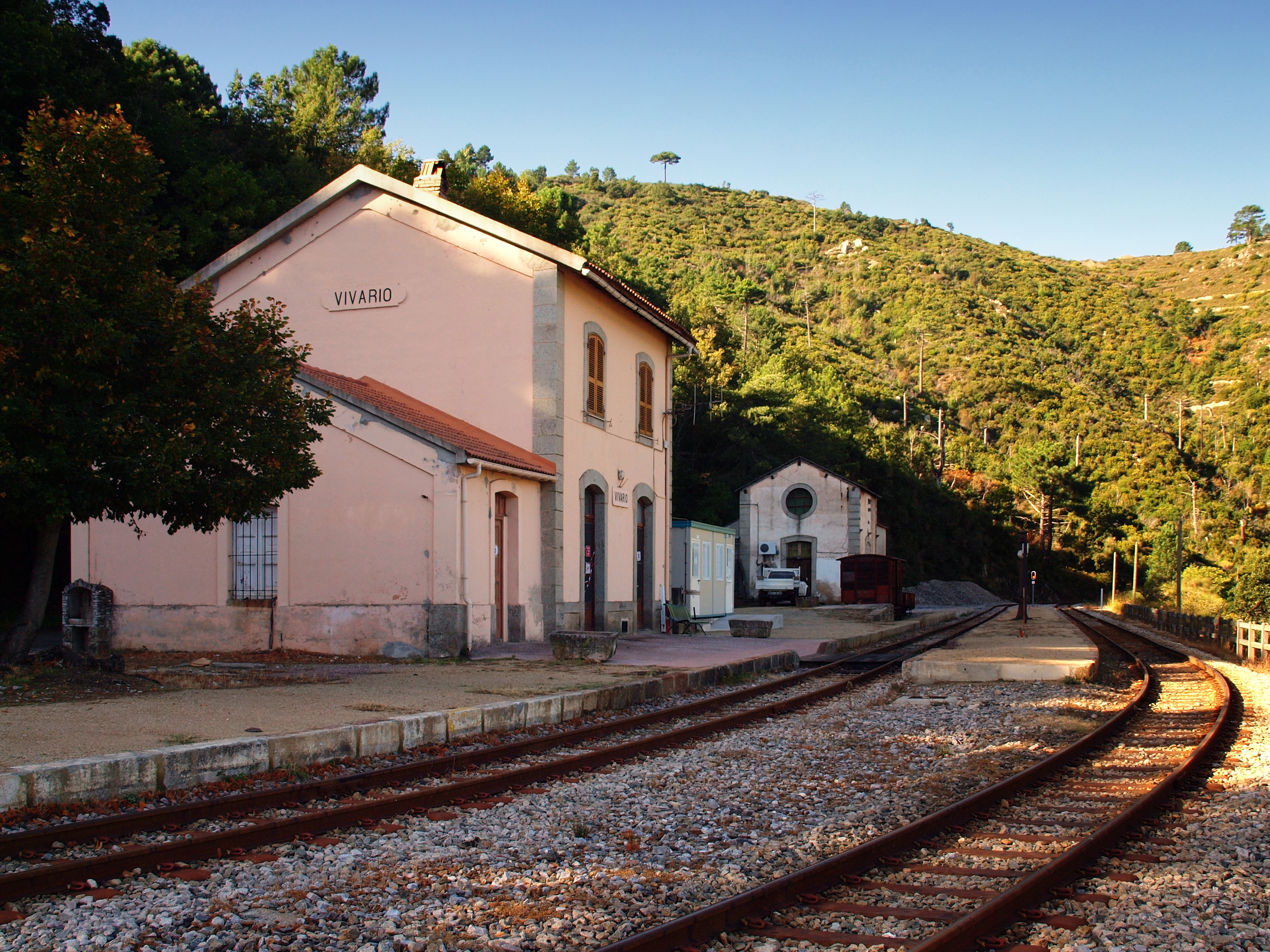
Le bâtiment voyageurs, voies et quais en 2010.

Construite par l'État, la « station de Vivario » est mise en service le 9 octobre 1892 par la Compagnie de chemins de fer départementaux (CFD) lors de l'ouverture à l'exploitation de la section de Vizzavona à Vivario du chemin de fer d'Ajaccio à Bastia. L'adjudication pour la construction des bâtiments de la station date du 17 juillet 1891.
La gare de Vivario « nouvelle génération », a été inaugurée le samedi 29 mai 2015. « On est quand même sur l'un des plus beaux parcours ferroviaires du monde ! - Paul Giacobbi »

## Service des voyageurs

### Accueil
Gare CFC, elle dispose d'un bâtiment voyageurs, avec guichet ouvert du lundi au vendredi et fermé les samedis dimanches et jours ferriés.

### Desserte
Vivario est desservie par des trains CFC « grande ligne » de la relation Bastia (ou Corte) - Ajaccio.

### Intermodalité
Le stationnement des véhicules est possible à proximité.

## Patrimoine ferroviaire
Outre le bâtiment voyageurs d'origine, le site comporte notamment un double château d'eau utilisé du temps des locomotives à vapeur et une ancienne halle à marchandises. En 2014, le bâtiment voyageurs fut entièrement rénové puis inauguré le 30 mai 2015.

## Galerie de photographies

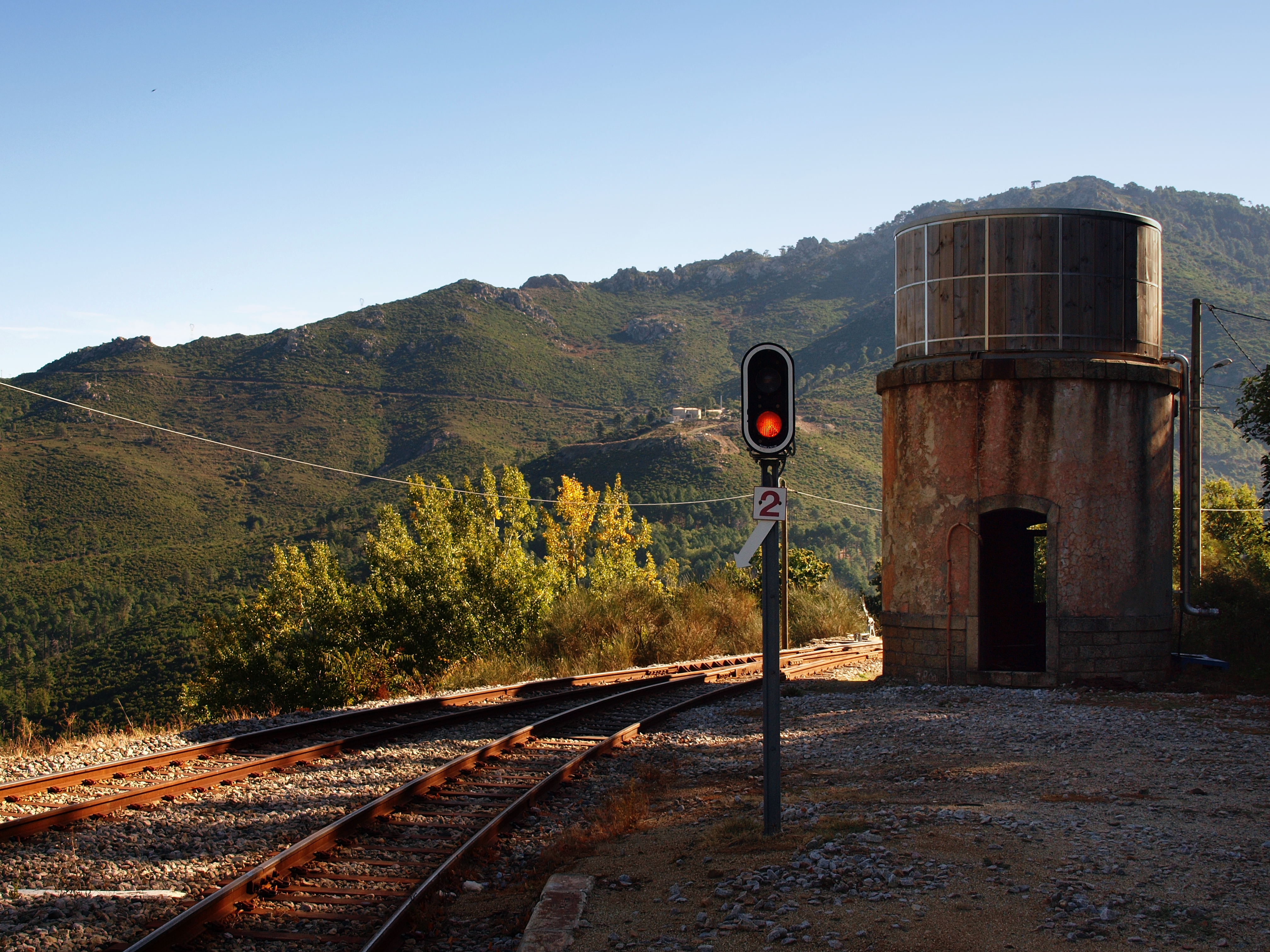
Ancien château d'eau du temps de la vapeur
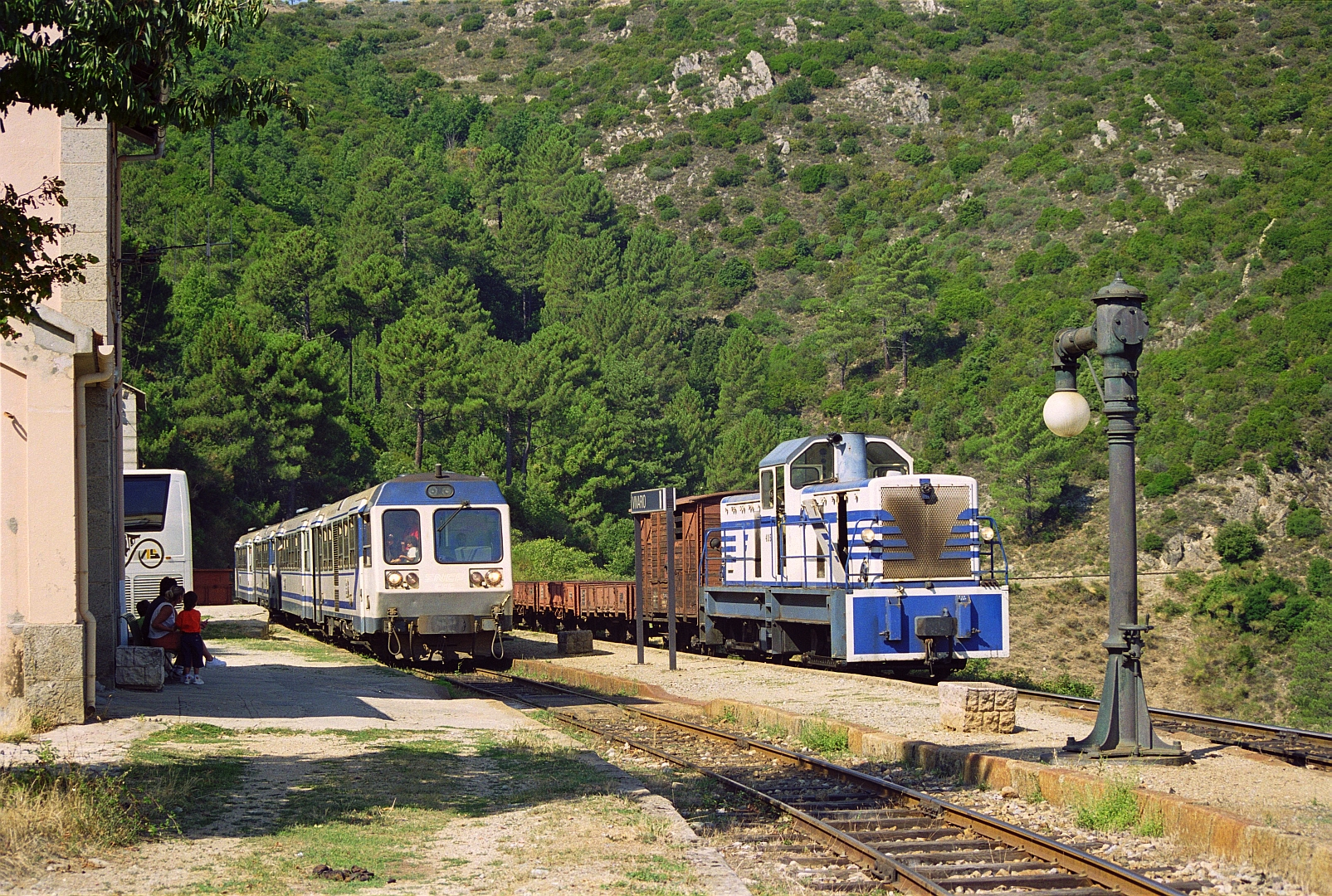
Croisement d'un autorail X 97050 jumelé et d'un train de marchandises en 2000.
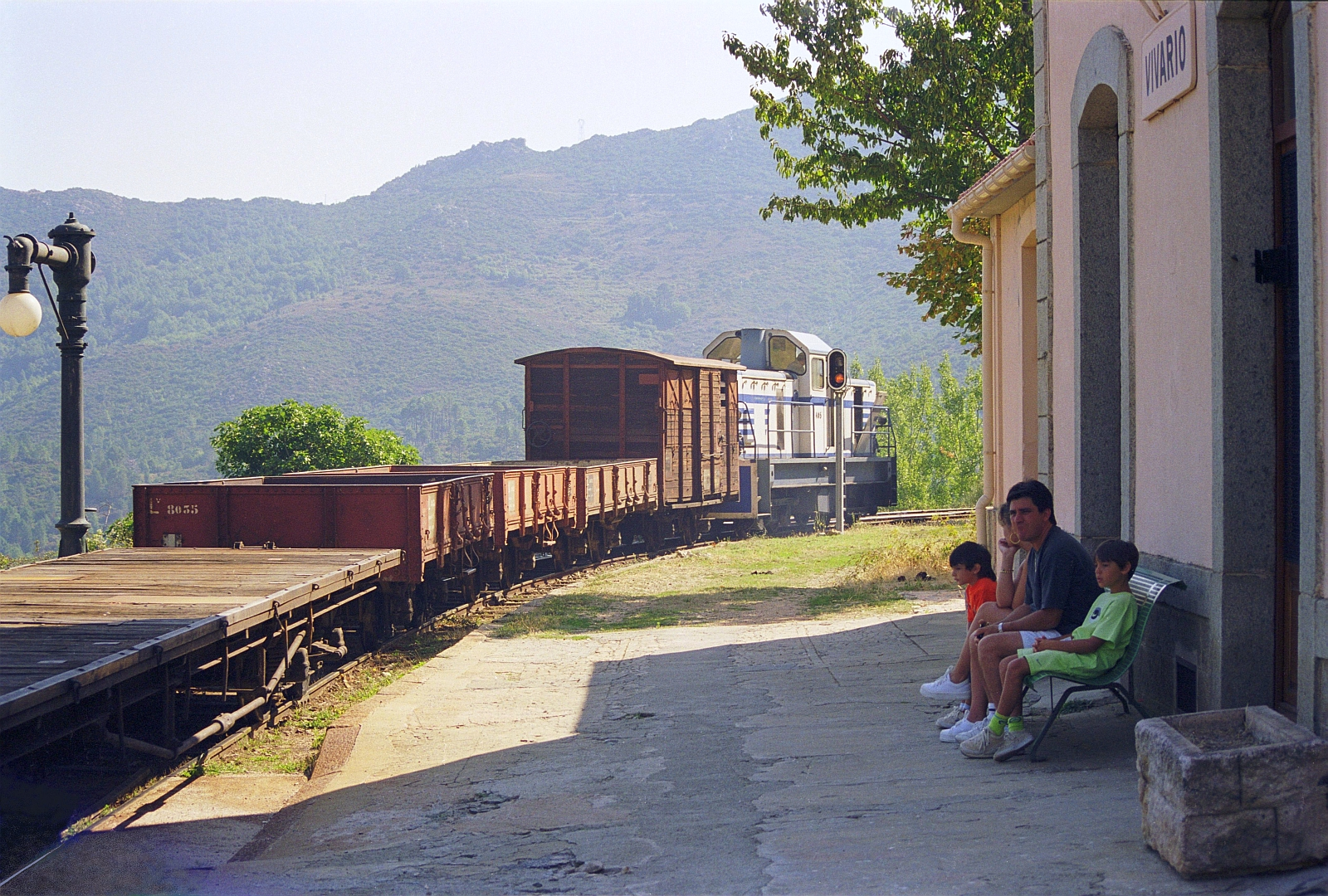
Le train de marchandises Ajaccio-Bastia en 2000.
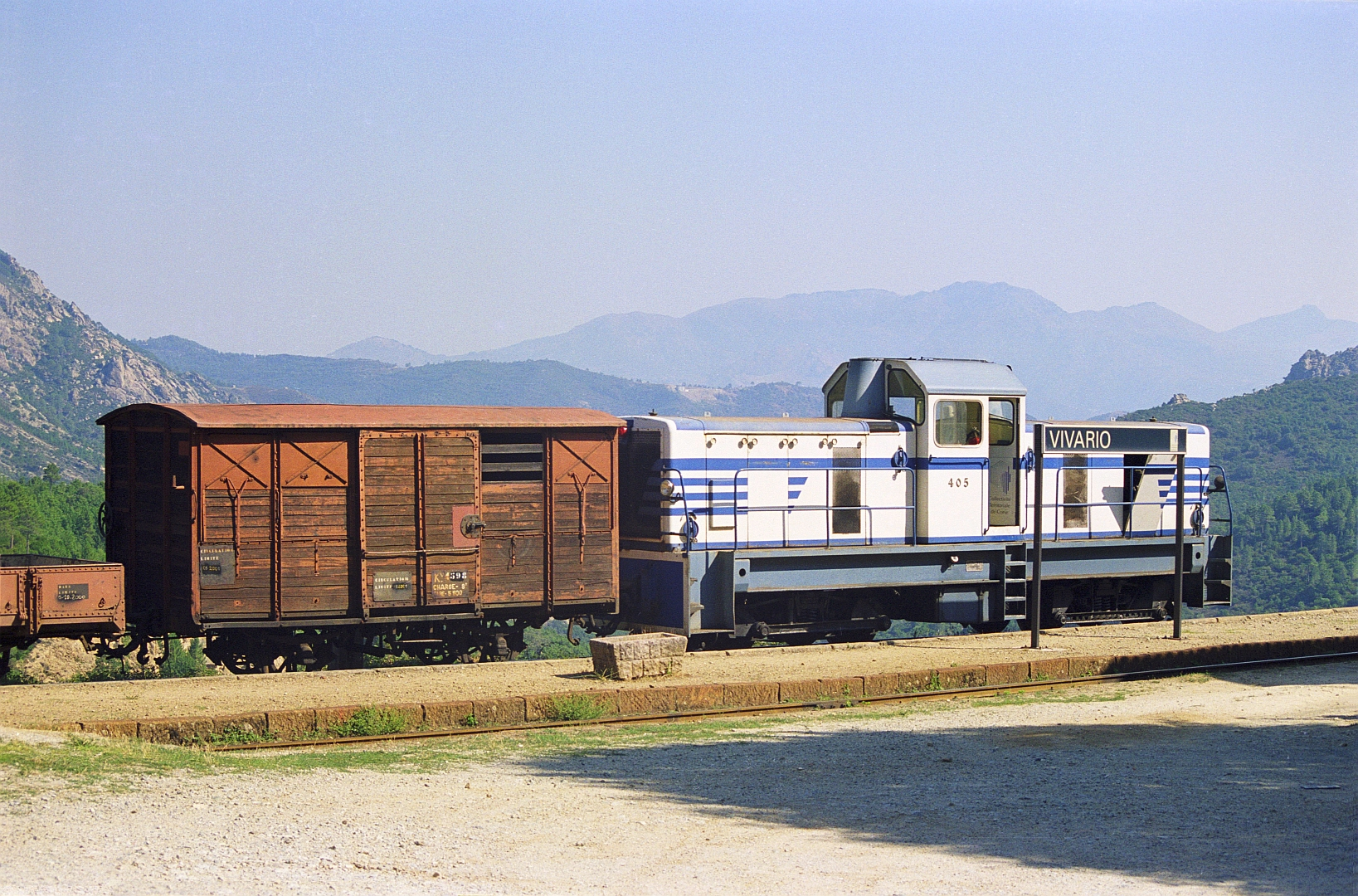
La gare de Vivario domine la vallée du Vecchio.